# Seychellenfrösche
Seychellenfrösche (Sooglossidae) bilden eine kleine Familie der Froschlurche (Anura). Sie kommen mit lediglich vier Arten endemisch auf dem Archipel der Seychellen im Indischen Ozean nordöstlich von Madagaskar vor, wo sie nur die beiden Inseln Mahé (rund 150 km²) und Silhouette (knapp 20 km²) besiedeln.

## Übersicht
Es handelt sich um sehr kleine (maximal 4,5 Zentimeter lange) Froschlurche, die entweder schlank und froschartig grazil oder eher gedrungen und krötenartig wirken. Die Art „Gardiners Seychellenfrosch“ (Sechellophryne gardineri, Syn. Sooglossus gardineri) zählt mit circa 1,1 cm Kopf-Rumpf-Länge sogar zu den kleinsten Froschlurchen der Welt (vergleiche beispielsweise auch Sattelkröten und Monte-Iberia-Fröschchen). Die Enden der Gliedmaßen sind scheibenförmig verbreitert und dabei gepunktet. Die Paarungsrufe der Männchen bestehen aus relativ komplexen, hochfrequenten Tonfolgen. Abweichend von den übrigen Vertretern der „modernen Froschlurche“ (Neobatrachia) findet der Amplexus der Seychellenfrösche nicht axillar, sondern wie bei den Archaeobatrachia und Mesobatrachia im Lendenbereich der Weibchen statt.
Als Lebensräume dienen den Arten immerfeuchte Wälder an den Gebirgshängen der beiden oben genannten Inseln, wo sie sich entweder am Boden zwischen Laubstreu und modernden Pflanzenresten, an Felsen in der Nähe von Bächen oder auch in Blattachseln bestimmter Palmen aufhalten. Die Vorkommen liegen meist in Höhen zwischen 240 und knapp 1000 Metern über dem Meeresspiegel. Die Tiere haben sich an ein terrestrisches Leben angepasst. Dazu gehört auch, dass die gallertigen Eier nicht in einem Gewässer, sondern an Land abgelegt werden, wo sie vom Männchen bewacht werden. Die schlüpfenden Kaulquappen (etwa zehn bis fünfzehn Stück pro Gelege) kriechen auf den Rücken des Vaters, dort halten sie sich fest – vermutlich unterstützt durch Hautabsonderungen des Männchens. Bis zu ihrer Metamorphose zu lungenatmenden, vierbeinigen Fröschen harren sie so über mehrere Wochen aus, ohne Nahrung aufzunehmen. Sie zehren allein vom Dottervorrat der Embryonalphase in den Eiern. Der Gasaustausch geschieht über Hautatmung, wobei wohl der Schwanz mit seiner großen Hautoberfläche eine wichtige Rolle spielt.

## Taxonomie
Nachdem früher eine Unterfamilie Sooglossinae zu den Echten Fröschen (Ranidae) gestellt wurde, wird heute eine separate Familie Sooglossidae mit zwei Gattungen und vier Arten gebildet. Als nächste rezente Verwandte gelten die in Südindien entdeckten und 2003 beziehungsweise 2017 erstbeschriebenen Arten Nasikabatrachus sahyadrensis und Nasikabatrachus bhupathi. Die nahe Verwandtschaft der beiden indischen Arten mit den Sooglossidae verweist auf die Entstehungsgeschichte der Seychellen: Bis ins Mesozoikum bildeten der indische Subkontinent und Madagaskar noch eine zusammenhängende Landfläche unter anderem mit Afrika. In dieser Phase waren auch die Seychellen noch ein Teil der Kontinentalmasse des Superkontinents Gondwana. Im Verlauf der Erdgeschichte wurden durch die Kontinentaldrift verschiedene Teile des Superkontinents voneinander getrennt, die Froschpopulationen wurden voneinander isoliert. Für Nasikabatrachus wurde eine eigene Familie Nasikabatrachidae eingerichtet. Manche Autoren ordnen die Gattung Nasikabatrachus aber auch direkt in die Familie Sooglossidae ein.

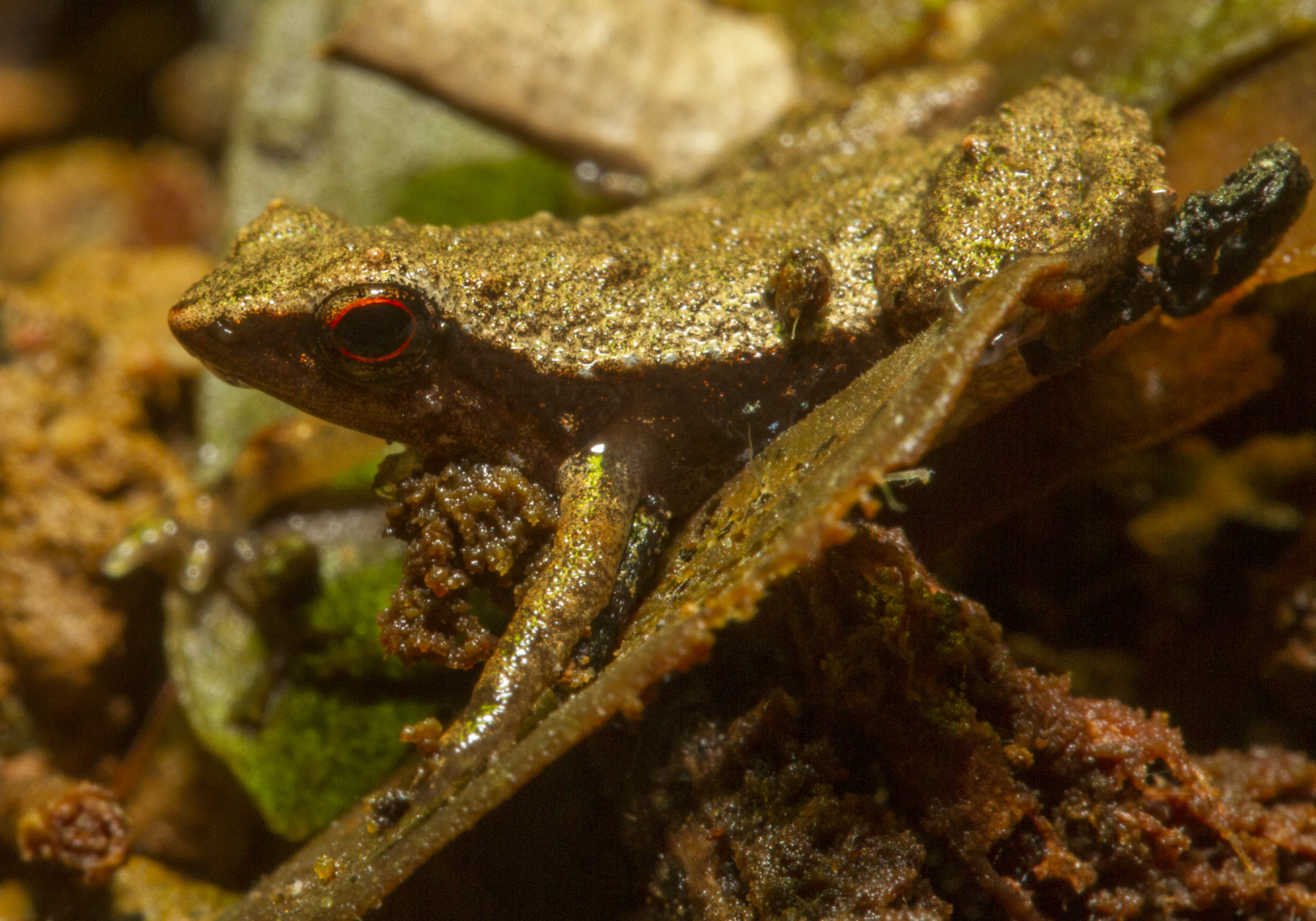
Sechellophryne gardineri

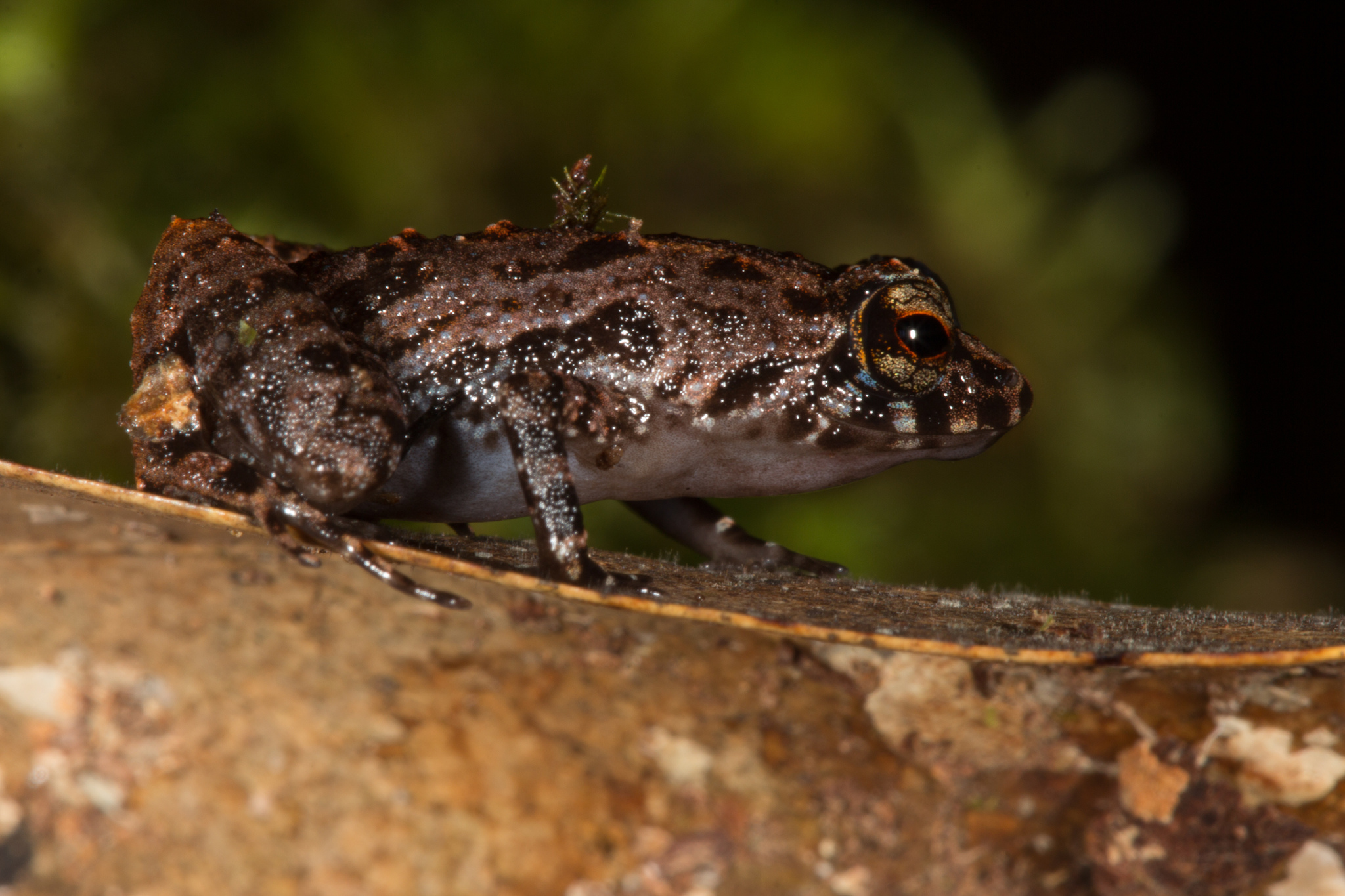
Sooglossus sechellensis

### Gattungen und Arten
Innerhalb der Familie der Seychellenfrösche gibt es vier Arten: 
Stand: 12. November 2022
- Gattung Sechellophryne Nussbaum & Wu, 2007
  - Art Sechellophryne gardineri (Boulenger, 1911)
  - Art Sechellophryne pipilodryas (Gerlach & Willi, 2003)
- Gattung Sooglossus Boulenger, 1906
  - Art Sooglossus sechellensis (Boettger, 1896)
  - Art Sooglossus thomasseti (Boulenger, 1909)

## Gefährdung
Wegen der extrem isolierten und sehr kleinräumigen Vorkommen gelten die Seychellenfrösche als potenziell stark bedrohte Arten. Nach IUCN werden alle Arten als VU (gefährdet) eingestuft.

## Sonstige Amphibienfauna der Seychellen
Neben der Familie Sooglossidae kommen noch drei weitere Amphibienfamilien mit insgesamt acht Arten auf den Seychellen vor: Vier Vertreter der Gattung Grandisonia (G. alternans, G. brevis, G. larvata, G. sechellensis) und je eine von Hypogeophis (H. rostratus) und Praslinia (P. cooperi), allesamt Schleichenlurche der Familie Caeciliidae, dazu je eine Froschlurchart der monotypischen Gattung Tachycnemis (T. seychellensis aus der Familie Hyperoliidae) und der Gattung Ptychadena (P. mascareniensis aus der Familie Ptychadenidae).